# 132719 Lambey
132719 Lambey è un asteroide della fascia principale. Scoperto nel 2002, presenta un'orbita caratterizzata da un semiasse maggiore pari a 2,5709356 UA e da un'eccentricità di 0,2316190, inclinata di 3,41523° rispetto all'eclittica.